# Artefakt (softwareudvikling)
 For alternative betydninger, se Artefakt. (Se også artikler, som begynder med Artefakt)
Inden for softwareudvikling er et artefakt en fællesbetegnelse for ting, der er lavet i forbindelse med udvikling af software: et use case-dokument, et krav- eller designdokument, et klassediagram eller et UML-diagram.[kilde mangler] Betegnelsen artefakt stammer fra Unified Process.[kilde mangler]